# Caprichthys
Caprichthys is een geslacht van straalvinnige vissen uit de familie van de doosvissen (Aracanidae). De wetenschappelijke naam van het geslacht werd in 1915 gepubliceerd door Alan Riverstone McCulloch en Edgar Ravenswood Waite.

## Soorten
- Caprichthys gymnura McCulloch & Waite, 1915